# Aline Towne
Aline Towne (7 de novembro de 1919 – 2 de fevereiro de 1996) nasceu Fern Aline Eggen, também conhecida como Fern Aline Waller, foi uma atriz de cinema e de televisão estadunidense, mais lembrada por seus papéis nos seriados da Republic Pictures nos anos 1950, tais como Radar Men from the Moon, em 1952. Atuou em quase 70 filmes, grande parte Filmes B, seriados e séries de televisão, e tem sido considerada uma das últimas rainhas seriais, estrelando os últimos seriados produzidos nos Estados Unidos, gênero que teve o seu fim em 1956. Towne fez parte, na verdade, de um período de transição entre cinema e televisão, em que os seriados de cinema deram lugar, definitivamente, às séries de televisão.

## Biografia
Towne nasceu em Saint Paul, Minnesota. Venceu um concurso no Chicago Daily News e vários concursos de beleza antes de assinar com a MGM em 1948.
Seu primeiro filme foi A Woman of Distinction, em 1950, em um pequeno papel não creditado. Towne atuou principalmente em Filmes B, seriados e em várias séries de televisão, tais como Lassie, Leave It to Beaver,  Sea Hunt, Wagon Train e The Donna Reed Show.
Em 1952, ela interpretou Lara, a mãe de Superman no primeiro episódio da série de televisão the Adventures of Superman.
Após o apogeu, em papéis de destaque nos seriados da Republic, atuou em várias séries para televisão, até 1985, quando atuou pela última vez, no episódio Natural Born, da série Airwolf (no Brasil, Águia de Fogo). Seu último filme longa metragem foi Song of Norway, em 1970.

## Vida pessoal
Towne casou em 7 de maio de 1946 com Charles W. Waller, com quem viveu até a morte dele, em 26 de março de 1986. Tiveram duas filhas e um filho. Ela passou os últimos 25 anos de sua vida viajando pelo mundo, para a Ásia, África, Europa, Austrália, América do Sul e América Central.
Ela morreu de infarto agudo de miocárdio em Burbank, Califórnia, em 1996, e está sepultada no Forest Lawn Memorial Park (Hollywood Hills).

## Filmografia parcial
- A Woman of Distinction (1950)
- The Invisible Monster (1950). Seriado feito para o cinema, foi relançado para a televisão em 1966 sob o título Slaves of the Invisible Monster.
- I Can Get It for You Wholesale (1951)
- Don Daredevil Rides Again (1951)
- Radar Men from the Moon (1952) O seriado foi relançado em 30 de setembro de 1957, e em 1966 foi editado como filme para televisão, com 100 minutos, sob o título Retik the Moon Menace.[7]
- Zombies of the Stratosphere (1952) Foi transformado em filme, com 70 minutos, lançada em 1958 e reintitulada 'Satan's Satellites[8] (no Brasil, "Satélites do Inferno").[9] Zombies of the Stratosphere foi um dos dois seriados da Republic a serem colorizados para a televisão nos anos 1990.
- The Steel Trap (1952)
- Commando Cody: Sky Marshal of the Universe (1953) Originalmente concebido como uma série de televisão, foi lançado (por motivos contratuais) como um seriado cinematográfico em 17 de fevereiro de 1953, e apenas dois anos mais tarde, em 1955, foi lançado na TV com doze episódios de 25 minutos.
- Trader Tom of the China Seas (1954) Em 1966, foi editado como um filme para televisão sob o título Target: Sea of China.[10]
- Julie (1956)
- Send Me No Flowers (1964)
- A Guide for the Married Man (1967)
- Song of Norway (1970)